# Берра, Кристоф
Кристо́ф Дидье́ Берра́ (англ. Christophe Didier Berra; 31 января 1985, Эдинбург, Шотландия) — шотландский футболист. Выступал за сборную Шотландии.

## Клубная карьера

### «Харт оф Мидлотиан»
Берра является воспитанником эдинбургского клуба «Хиберниан». 26 апреля 2002 года Кристоф покинул Академию «хибс» и подписал юношеский контракт с другой командой столицы Шотландии — «Харт оф Мидлотиан».
Впечатлив тренеров клуба своей уверенной игрой за молодёжную команду «сердец», Берра летом 2003 года заключил с клубом свой первый контракт футболиста-профессионала.
30 ноября того же года Кристоф дебютировал в первом составе «хартс» — в тот день соперником эдинбургцев был «Данди Юнайтед». До конца сезона 2003/04 Берра сыграл ещё всего пять игр за «Харт оф Мидлотиан». Но уже в следующем футбольном году защитник завоевал постоянное место в основном составе эдинбургцев.
15 апреля 2006 года, поразив ворота «Килмарнока», молодой футболист забил свой первый гол в профессиональной карьере. Сам поединок закончился со счётом 2:0 в пользу «Хартс», что позволило эдинбургцам «застолбить» за собой участие в Лиге чемпионов на следующий сезон. В том же футбольном году Берра внёс весомый вклад в победу своего клуба в Кубке Шотландии, хотя в финальном матче с «Гретной» из-за повреждения принять участие не смог.
В июле 2006 года Кристоф пролонгировал с «Харт оф Мидлотиан» соглашение о сотрудничестве, подписав новый 5-летний контракт.
В августе следующего года из «хартс» ушёл капитан клуба Крейг Гордон. 22-летний Берра был избран новым обладателем капитанской повязки, что сделало его самым молодым капитаном за всю историю шотландской Премьер-лиги.

### «Вулверхэмптон Уондерерс»
В конце сезона 2007/08 Кристоф дебютировал в сборной Шотландии. Это событие плюс отличная игра Берра за «Хартс» привлекли к футболисту внимание многих клубов, самым настойчивым из которых оказался английский «Вулверхэмптон Уондерерс». Сначала «волки» предложили «сердцам» за Берра полтора миллиона фунтов стерлингов. На тот момент «Хартс» находились в поиске нового главного тренера команды, поэтому руководство эдинбургцев отклонило перспективу трансфера шотландца. Через полгода «Уондерерс» вновь обратились в «Харт оф Мидлотиан» с 2-миллионным предложением за Кристофа — но и на этот раз их ждала неудача в виде отказа. «Волки» не отступили, увеличив сумму отступных за Берра до 2,5 миллионов фунтов. Это предложение устроило руководителей «Хартс», и 2 февраля 2009 года защитник официально стал игроком «Вулверхэмптона», подписав с английским клубом контракт сроком на 4,5 года.
Уже 7 февраля Кристоф дебютировал в оранжевой футболке своей новой команды в поединке Чемпионшипа против «Ковентри Сити».
26 августа Берра, сыграв в матче с «Ньюкасл Юнайтед», отметил два своеобразных юбилея — 50-я встреча в Лиге за «волков» и 200-я в карьере. 19 ноября следующего года защитник провёл сотый матч в составе «Вулверхэмптона», приняв участие в поединке «Уондерерс» с «Эвертоном».

### Клубная статистика
| Клуб                         | Сезон                        | Чемпионат | Чемпионат | Кубок | Кубок | Кубок Лиги | Кубок Лиги | Еврокубки | Еврокубки | Итого | Итого |
| Клуб                         | Сезон                        | Игры      | Голы      | Игры  | Голы  | Игры       | Голы       | Игры      | Голы      | Игры  | Голы  |
| ---------------------------- | ---------------------------- | --------- | --------- | ----- | ----- | ---------- | ---------- | --------- | --------- | ----- | ----- |
| Харт оф Мидлотиан            | 2003/04                      | 6         | 0         | —     | —     | —          | —          | —         | —         | 6     | 0     |
| Харт оф Мидлотиан            | 2004/05                      | 12        | 0         | 1     | 0     | 1          | 0          | —         | —         | 14    | 0     |
| Харт оф Мидлотиан            | 2005/06                      | 12        | 1         | 2     | 0     | 2          | 0          | —         | —         | 16    | 1     |
| Харт оф Мидлотиан            | 2006/07                      | 35        | 1         | 1     | 0     | 2          | 0          | 6         | 0         | 44    | 1     |
| Харт оф Мидлотиан            | 2007/08                      | 35        | 2         | 2     | 0     | 4          | 1          | —         | —         | 41    | 3     |
| Харт оф Мидлотиан            | 2008/09                      | 23        | 0         | 1     | 0     | 1          | 0          | —         | —         | 25    | 0     |
| Всего за «Харт оф Мидлотиан» | Всего за «Харт оф Мидлотиан» | 123       | 4         | 7     | 0     | 10         | 1          | 6         | 0         | 146   | 5     |
| Вулверхэмптон Уондерерс      | 2008/09                      | 15        | 0         | —     | —     | —          | —          | —         | —         | 15    | 0     |
| Вулверхэмптон Уондерерс      | 2009/10                      | 32        | 0         | 2     | 0     | 2          | 0          | —         | —         | 36    | 0     |
| Вулверхэмптон Уондерерс      | 2010/11                      | 32        | 0         | 2     | 0     | 2          | 0          | —         | —         | 36    | 0     |
| Вулверхэмптон Уондерерс      | 2011/12                      | 32        | 0         | 2     | 0     | 1          | 0          | —         | —         | 35    | 0     |
| Вулверхэмптон Уондерерс      | 2012/13                      | 30        | 0         | 1     | 0     | 1          | 0          | —         | —         | 32    | 0     |
| Всего за «Вулверхэмптон»     | Всего за «Вулверхэмптон»     | 141       | 0         | 7     | 0     | 6          | 0          | 0         | 0         | 154   | 0     |
| Ипсвич Таун                  | 2013/14                      | 42        | 5         | 2     | 0     | 1          | 0          | —         | —         | 45    | 5     |
| Ипсвич Таун                  | 2014/15                      | 35        | 4         | 2     | 0     | 1          | 0          | —         | —         | 38    | 4     |
| Всего за «Ипсвич Таун»       | Всего за «Ипсвич Таун»       | 77        | 9         | 4     | 0     | 2          | 0          | 0         | 0         | 83    | 9     |
| Всего за карьеру             | Всего за карьеру             | 341       | 13        | 18    | 0     | 18         | 1          | 6         | 0         | 383   | 14    |

(откорректировано по состоянию на 7 марта 2015)

## Сборная Шотландии
Будучи наполовину шотландцем (по матери) и наполовину французом (по отцу), Берра всё же принял решение выступать за «тартановую армию».
Дебют Кристофа в первой сборной Шотландии состоялся 30 мая 2008 года, когда «горцы» в товарищеском поединке встречались с Чехией. 28 марта 2009 года Берра впервые вышел в основном составе «тартановой армии» — случилось это в матче против команды Нидерландов. 25 мая 2011 года Кристоф впервые отличился забитым мячом за сборную. Случилось это в поединке Кубка наций, в котором оппонентами «горцев» были футболисты Уэльса.
На настоящий момент Кристоф сыграл за сборную Шотландии тридцать три матча, забил три гола.

### Матчи и голы за сборную Шотландии
| №  | Дата             | Место                                                | Оппонент          | Счёт | Голы Берра | Соревнование                                      |
| 1  | 30 мая 2008      | «АХА Арена», Прага, Чехия                            | Чехия             | 1:3  | —          | Товарищеский матч                                 |
| 2  | 20 августа 2008  | «Хэмпден Парк», Глазго, Шотландия                    | Северная Ирландия | 0:0  | —          | Товарищеский матч                                 |
| 3  | 19 ноября 2008   | «Хэмпден Парк», Глазго, Шотландия                    | Аргентина         | 0:1  | —          | Товарищеский матч                                 |
| 4  | 28 марта 2009    | «Амстердам АренА», Амстердам, Голландия              | Нидерланды        | 0:3  | —          | Отборочный матч чемпионата мира по футболу 2010   |
| 5  | 12 августа 2009  | «Уллевол», Осло, Норвегия                            | Норвегия          | 0:4  | —          | Отборочный матч чемпионата мира по футболу 2010   |
| 6  | 10 октября 2009  | «Ниссан», Иокогама, Япония                           | Япония            | 0:2  | —          | Товарищеский матч                                 |
| 7  | 3 марта 2010     | «Хэмпден Парк», Глазго, Шотландия                    | Чехия             | 1:0  | —          | Товарищеский матч                                 |
| 8  | 11 августа 2010  | «Росунда», Стокгольм, Швеция                         | Швеция            | 0:3  | —          | Товарищеский матч                                 |
| 9  | 3 сентября 2010  | Стадион имени С. Дарюса и С. Гиренаса, Каунас, Литва | Литва             | 0:0  | —          | Отборочный матч чемпионата Европы по футболу 2012 |
| 10 | 9 февраля 2011   | «Авива», Дублин, Ирландия                            | Северная Ирландия | 3:0  | —          | Кубок наций 2011                                  |
| 11 | 27 марта 2011    | «Эмирейтс», Лондон, Англия                           | Бразилия          | 0:2  | —          | Товарищеский матч                                 |
| 12 | 25 мая 2011      | «Авива», Дублин, Ирландия                            | Уэльс             | 3:1  | 1          | Кубок наций 2011                                  |
| 13 | 29 мая 2011      | «Авива», Дублин, Ирландия                            | Ирландия          | 0:1  | —          | Кубок наций 2011                                  |
| 14 | 3 сентября 2011  | «Хэмпден Парк», Глазго, Шотландия                    | Чехия             | 2:2  | —          | Отборочный матч чемпионата Европы по футболу 2012 |
| 15 | 6 сентября 2011  | «Хэмпден Парк», Глазго, Шотландия                    | Литва             | 1:0  | —          | Отборочный матч чемпионата Европы по футболу 2012 |
| 16 | 8 октября 2011   | «Райнпарк Штадион», Вадуц, Лихтенштейн               | Лихтенштейн       | 1:0  | —          | Отборочный матч чемпионата Европы по футболу 2012 |
| 17 | 11 октября 2011  | «Хосе Рико Перес», Аликанте, Испания                 | Испания           | 1:3  | —          | Отборочный матч чемпионата Европы по футболу 2012 |
| 18 | 11 ноября 2011   | «Антонис Пападопулос», Ларнака, Кипр                 | Кипр              | 2:1  | —          | Товарищеский матч                                 |
| 19 | 29 февраля 2012  | «Бонифика», Копер, Словения                          | Словения          | 1:1  | 1          | Товарищеский матч                                 |
| 20 | 27 мая 2012      | «Ивербанк Филд», Джэксонвилл, США                    | США               | 1:5  | —          | Товарищеский матч                                 |
| 21 | 15 августа 2012  | «Истер Роуд», Эдинбург, Шотландия                    | Австралия         | 3:1  | —          | Товарищеский матч                                 |
| 22 | 8 сентября 2012  | «Хэмпден Парк», Глазго, Шотландия                    | Сербия            | 0:0  | —          | Отборочный матч чемпионата мира по футболу 2014   |
| 23 | 11 сентября 2012 | «Хэмпден Парк», Глазго, Шотландия                    | Македония         | 1:1  | —          | Отборочный матч чемпионата мира по футболу 2014   |
| 24 | 12 октября 2012  | «Кардифф Сити», Кардифф, Уэльс                       | Уэльс             | 1:2  | —          | Отборочный матч чемпионата мира по футболу 2014   |
| 25 | 16 октября 2012  | Стадион короля Бодуэна, Брюссель, Бельгия            | Бельгия           | 0:2  | —          | Отборочный матч чемпионата мира по футболу 2014   |
| 26 | 14 ноября 2012   | «Жози Бартель», Люксембург, Люксембург               | Люксембург        | 2:1  | —          | Товарищеский матч                                 |
| 27 | 6 февраля 2013   | «Питтодри», Абердин, Шотландия                       | Эстония           | 1:0  | —          | Товарищеский матч                                 |
| 28 | 19 ноября 2013   | «Акер», Молде, Норвегия                              | Норвегия          | 1:0  | —          | Товарищеский матч                                 |
| 29 | 25 марта 2015    | «Хэмпден Парк», Глазго, Шотландия                    | Северная Ирландия | 1:0  | 1          | Товарищеский матч                                 |
| 30 | 13 июня 2015     | «Авива», Дублин, Ирландия                            | Ирландия          | 1:1  | —          | Отборочный матч чемпионата Европы по футболу 2016 |
| 31 | 11 октября 2015  | «Алгарве», Фару, Португалия                          | Гибралтар         | 6:0  | —          | Отборочный матч чемпионата Европы по футболу 2016 |
| 32 | 24 марта 2016    | «Дженерали Арена», Прага, Чехия                      | Чехия             | 1:0  | —          | Товарищеский матч                                 |
| 33 | 29 мая 2016      | Национальный стадион, Та-Кали, Мальта                | Италия            | 0:1  | —          | Товарищеский матч                                 |

Итого: 33 матча / 3 гола; 13 побед, 7 ничьих, 13 поражений.
(откорректировано по состоянию на 29 мая 2016)

### Сводная статистика игр/голов за сборную
| Сборная          | Год              | Отборочные матчи ЧМ | Отборочные матчи ЧМ | Финальные матчи ЧМ | Финальные матчи ЧМ | Отборочные матчи ЧЕ | Отборочные матчи ЧЕ | Финальные матчи ЧЕ | Финальные матчи ЧЕ | Кубок наций | Кубок наций | Товарищеские матчи | Товарищеские матчи | Итого | Итого |
| Сборная          | Год              | Игры                | Голы                | Игры               | Голы               | Игры                | Голы                | Игры               | Голы               | Игры        | Голы        | Игры               | Голы               | Игры  | Голы  |
| ---------------- | ---------------- | ------------------- | ------------------- | ------------------ | ------------------ | ------------------- | ------------------- | ------------------ | ------------------ | ----------- | ----------- | ------------------ | ------------------ | ----- | ----- |
| Шотландия        | 2008             | —                   | —                   | —                  | —                  | —                   | —                   | —                  | —                  | —           | —           | 3                  | 0                  | 3     | 0     |
| Шотландия        | 2009             | 2                   | 0                   | —                  | —                  | —                   | —                   | —                  | —                  | —           | —           | 1                  | 0                  | 3     | 0     |
| Шотландия        | 2010             | —                   | —                   | —                  | —                  | 1                   | 0                   | —                  | —                  | —           | —           | 2                  | 0                  | 3     | 0     |
| Шотландия        | 2011             | —                   | —                   | —                  | —                  | 4                   | 0                   | —                  | —                  | 3           | 1           | 2                  | 0                  | 9     | 1     |
| Шотландия        | 2012             | 4                   | 0                   | —                  | —                  | —                   | —                   | —                  | —                  | —           | —           | 4                  | 1                  | 8     | 1     |
| Шотландия        | 2013             | —                   | —                   | —                  | —                  | —                   | —                   | —                  | —                  | —           | —           | 2                  | 0                  | 2     | 0     |
| Шотландия        | 2015             | —                   | —                   | —                  | —                  | 2                   | 0                   | —                  | —                  | —           | —           | 1                  | 1                  | 3     | 1     |
| Шотландия        | 2016             | —                   | —                   | —                  | —                  | —                   | —                   | —                  | —                  | —           | —           | 2                  | 0                  | 2     | 0     |
| Всего за карьеру | Всего за карьеру | 6                   | 0                   | 0                  | 0                  | 7                   | 0                   | 0                  | 0                  | 3           | 1           | 17                 | 2                  | 33    | 3     |

(откорректировано по состоянию на 29 мая 2016)

## Достижения

### Командные достижения
«Харт оф Мидлотиан»
- Обладатель Кубка Шотландии: 2005/06

 «Вулверхэмптон Уондерерс»
- Победитель Чемпионшипа: 2008/09

 Сборная Шотландии
- Серебряный призёр Кубка наций: 2011

### Личные достижения
- Молодой игрок месяца шотландской Премьер-лиги: январь 2007

## Личная жизнь
В юности предметом восхищения и подражания для Берра были боксёр Мохаммед Али и футболист Марсель Десайи.